# Diospyros virgata
Diospyros virgata là một loài thực vật có hoa trong họ Thị. Loài này được (Gürke) Brenan mô tả khoa học đầu tiên năm 1953.